# Rifugio Avanzà
Il rifugio Avanzà (2.578 m s.l.m.) è un rifugio alpino collocato nelle Alpi Cozie della val di Susa, nel comune di Venaus non lontano dal confine con la Francia.

## Storia

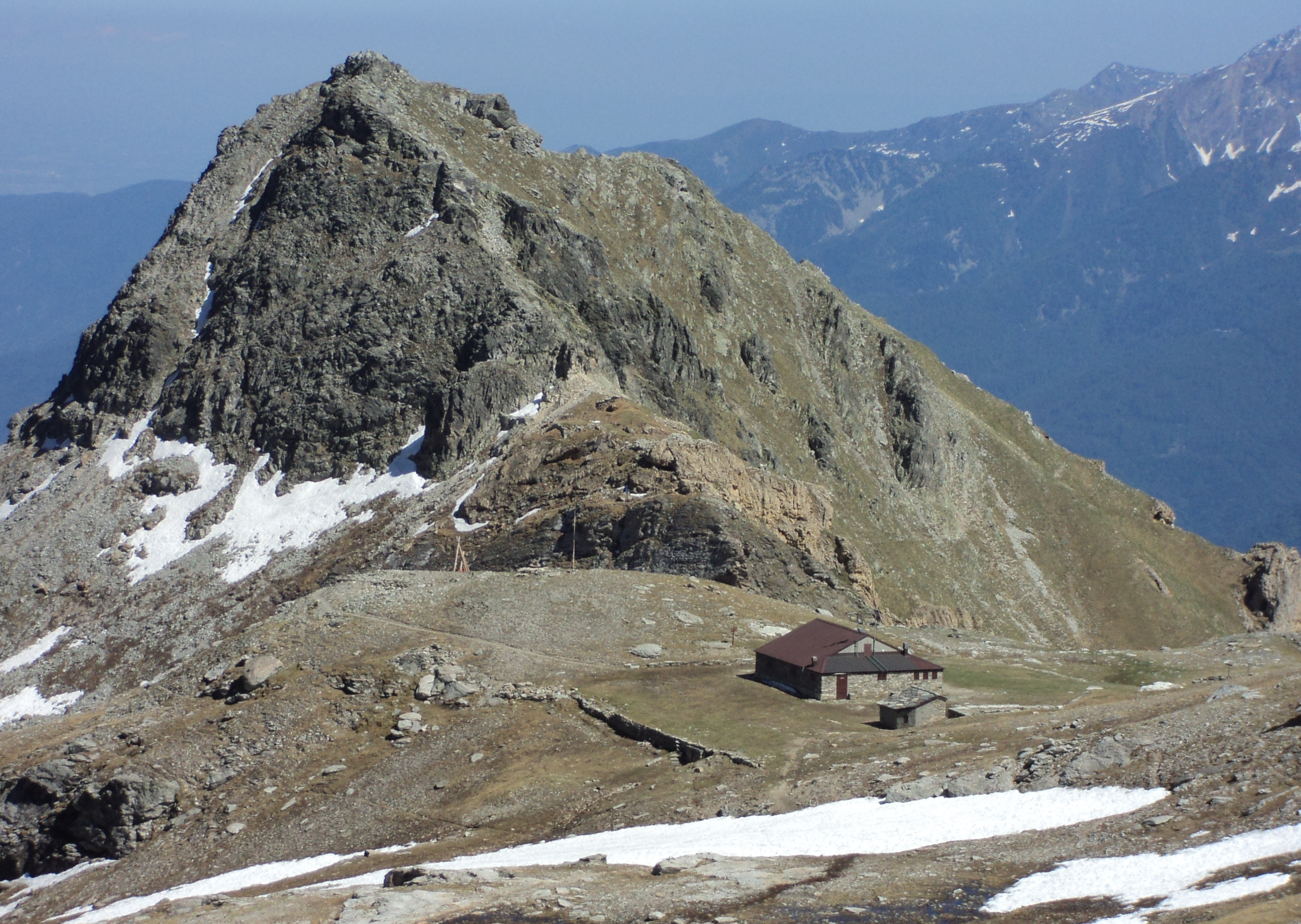
Il rifugio nei pressi del passo Avanzà.

In loco era stata costruita una ridotta per poter controllare il vicino Colle Clapier.
A partire dal 1973 la struttura, che per anni era stata del tutto abbandonata, è stata ristrutturata da un gruppo di volontari appartenenti alla pro loco di Venaus e resa un rifugio alpino.

## Collocazione
Si trova nei pressi del passo Avanzà e sul versante sud del monte Giusalet ed è punto di partenza per la salita al monte dal versante sud.
La frontiera con la Francia passa a qualche centinaio di metri più ad ovest in corrispondenza del lago della Vecchia.

## Accesso
L'accesso può avvenire da Bar Cenisio oppure salendo sul costone tra la val Cenischia e la val Clarea.

## Ascensioni
- Monte Giusalet – 3.313 m

## Traversate
- Rifugio Piero Vacca – 2.670 m